# Эктазис
Экта́зис (др.-греч. ἡ ἔκτᾰσις, растяжение) — фонетическое явление в античном стихе; удлинение краткого слога metri causa (по требованию метра); то же, что диастола. Например, в древнегреческом в слове «Μουσαι» может быть удлинён дифтонг αι; в латинском «mīles» может быть удлинён второй слог (mīlēs sagittas et celerem fugam, Hor. Carm. II XIII 17 (недоступная ссылка)), что даст возможность произнести стопу как не как трохей —U, но как спондей ——. Явление эктазиса происходит как правило в том случае, когда короткий слог попадает в позицию икта, главного ритмического ударения стиха. Эктазису может подвергаться не всякий короткий слог; ограничения на возможность растяжения короткого слога накладываются морфонологическими свойствами языка. Например, в латинском языке, при в общем большей частотности долгих слогов, меньшая частотность коротких слогов, эффективных для эктазиса.